# سمفونی شماره ۹۸ (هایدن)

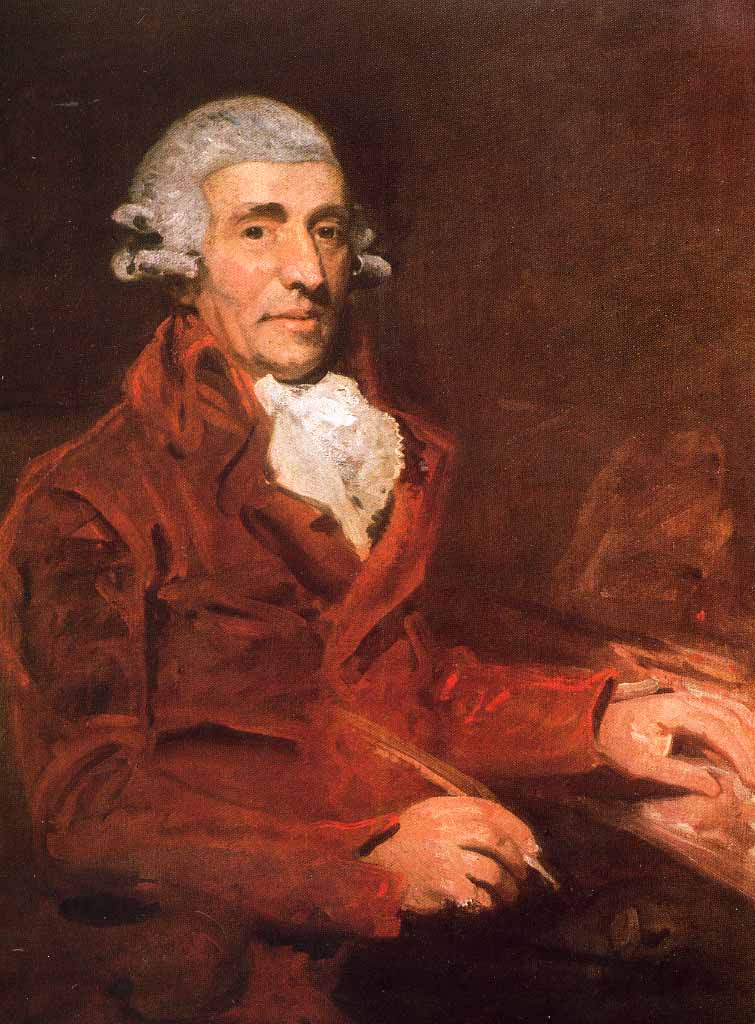
یوزف هایدن، آهنگساز معروف اروپایی

سمفونی شماره ۹۸ در سی بِمُل ماژور، هوبوکن یک/۹۸ (Hoboken I/98)، ششمین سمفونی از مجموعهٔ دوازده سمفونی لندن (شماره‌های ۹۳–۱۰۴) اثر یوزف هایدن است.
هایدن سمفونی ۹۸ را در سال ۱۷۹۲ و جزو مجموعهٔ سمفونی‌های سفرِ نخستش به لندن تصنیف کرد. این اثر نخستین بار در ۲ مارس ۱۷۹۲ در تالارهای «میدان هانوفرِ» لندن و به رهبریِ خودِ آهنگساز، پشتِ هارپسیکورد، اجرا شد.

## سازبندی و موومان‌ها
سمفونی شماره ۹۸ هایدن برای ارکستر کلاسیک متشکل از یک فلوت، دو ابوا، دو فاگوت (باسون)، دو کُر (هورن)، دو ترومپت، تیمپانی، سازهای زهی، و هارپسیکورد سازبندی شده‌است.
اجرای کاملِ این اثر به‌طور معمول حدودِ ۲۶ دقیقه زمان می‌بَرَد.
این سمفونی، مانند سایر «سمفونی‌های لندنِ» هایدن، چهار موومان دارد:
1. آداجو – آلگرو، با میزانِ 2
2
2. آداجو، با میزانِ 3
4
3. منوئه: پرِستو، با میزانِ 3
4
4. فیناله: پرِستو، با میزانِ 6
8